# Franziszeische Landesaufnahme

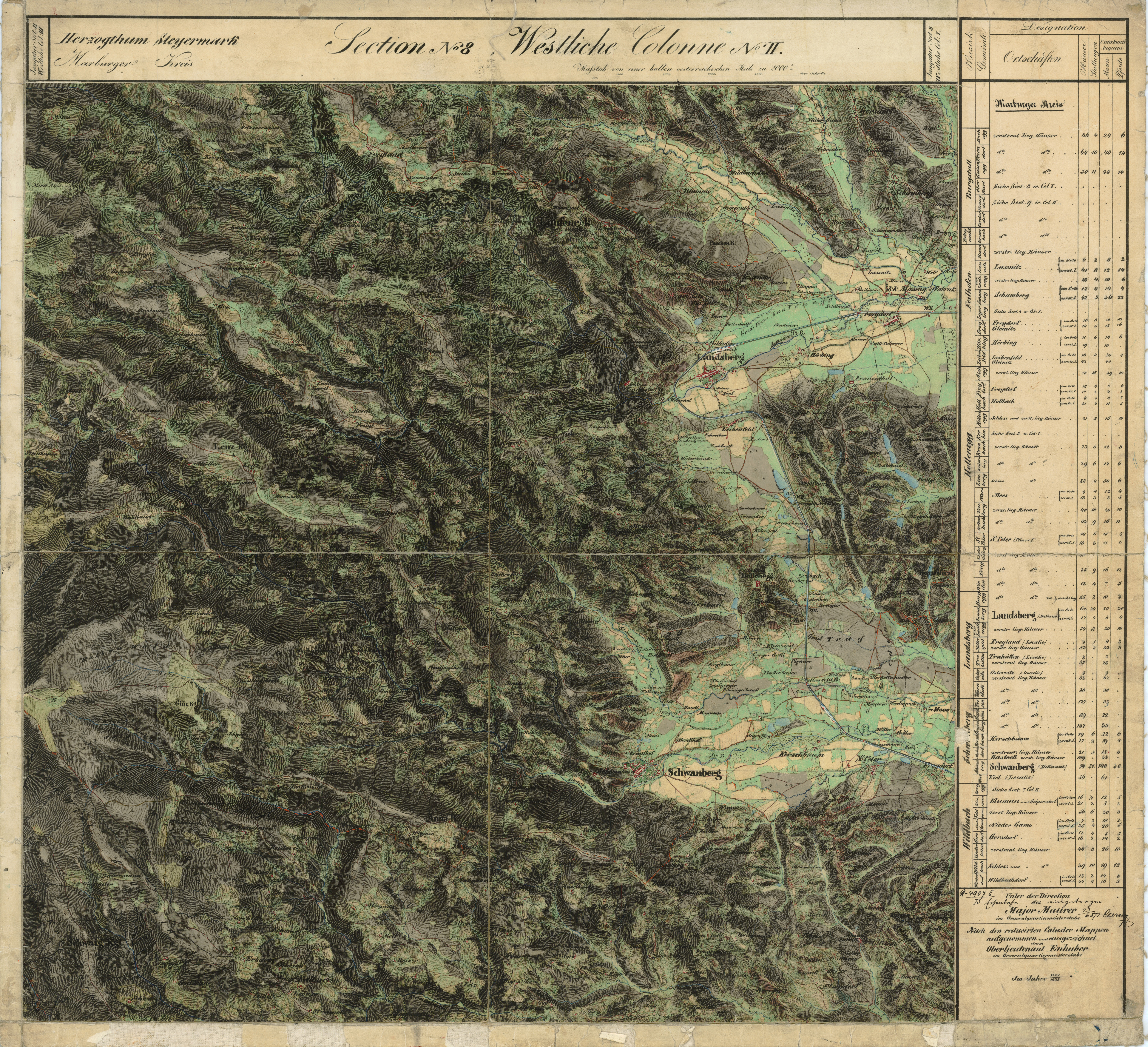
Franziszeische Landesaufnahme 1834/35: Deutschlandsberg und Schwanberg mit der Trasse der 1873 eröffneten Eisenbahn von Lieboch nach Wies-Eibiswald als Nachtrag

Die Franziszeische Landesaufnahme (Zweite Landesaufnahme) ist ein  kartografisches Großprojekt im Herrschaftsbereich der Habsburger, die Erfassung des Gebietes des neuen Kaisertums Österreich in den 1810er bis 1850er Jahren. Sie ist nach dem ersten österreichischen Kaiser Franz I. benannt. Sie war nach der Josephinischen Landesaufnahme der 1760er bis 1780er Jahre (Joseph II.) das zweite große Kartierungsprojekt der Habsburgermonarchie.
Die Franziszeische Landesaufnahme ist etwas anderes als die etwa zeitgleiche Franziszeische Katastralvermessung: Der Kataster hatte das Ziel, eine einheitliche Basis für die Bemessung der Grundsteuer zu schaffen, die Landesaufnahme diente in erster Linie militärischen Zwecken (Militärgeografie).
Die 2628 Kartenblätter der Aufnahme und abgeleiteten Karten sind im Österreichischen Staatsarchiv/Kriegsarchiv zugänglich.

## Geschichte und Methodik

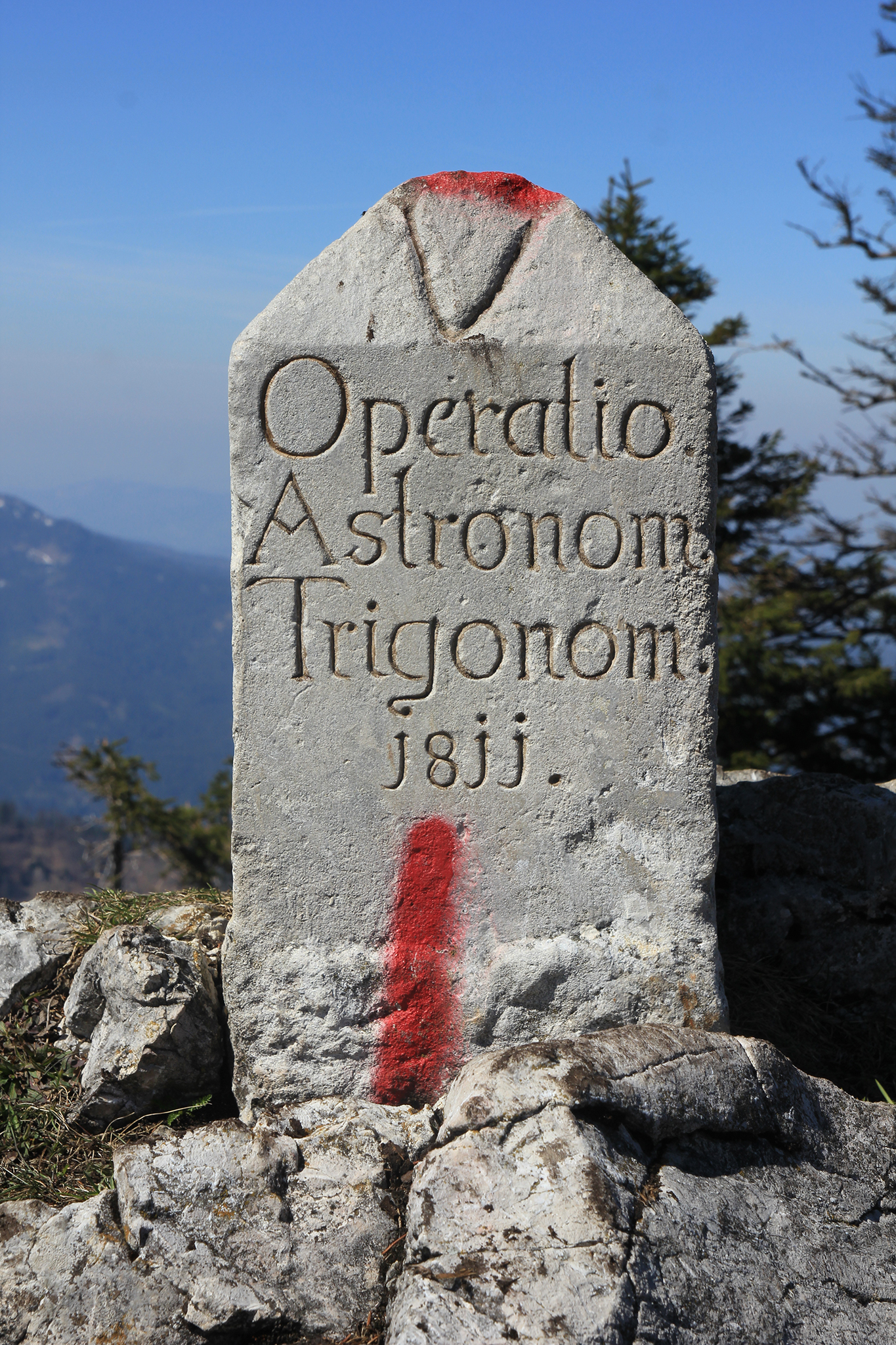
Vermessungsstein der Franziszeische Landesaufnahme am Hochsalm

Die Franziszeische Landesaufnahme sollte ab 1806 die Josephinische Landesaufnahme ersetzen. Die Franziszeische Landesaufnahme konnte die Erfassung der Grundstücke im Franziszeischen Kataster verarbeiten und verwendete erstmals die Triangulation.
Eine erste Triangulierung erfolgte von 1807 bis 1829, eine weitere mit verbesserten Methoden ab 1848. Zu Beginn der Arbeiten gab es noch unterschiedliche Triangulierungssysteme in den einzelnen österreichischen Kronländern, wodurch eine Gesamtdarstellung über die Grenzen dieser Länder nicht möglich war. Die Karten endeten an den Grenzen der damaligen Kronländer, die Karten beiderseits einer Grenze passen nicht genau aneinander (siehe unten die Karten von Preitenegg und der Hebalm).
Der Maßstab der Franziszeischen Landesaufnahme war mit 1:28.800 gleich jenem der josephinischen. Als erstes Land wurde Salzburg aufgenommen, das in den Jahren 1805–1810 und seit 1816 zu Österreich gehörte. Vorgezogen wurden Länder wie Tirol und Vorarlberg, welche in der Josephinischen Landesaufnahme nicht enthalten waren.
Die Landesaufnahme wurde durch eine eigene Anstalt durchgeführt: Die Topographische Anstalt (Topographisch-lithographische Anstalt des k. u. k. Generalquartiermeisterstabs). Aus dieser Anstalt ging später das Militärgeographische Institut hervor, dessen Nachfolger war das österreichische Bundesamt für Eich- und Vermessungswesen.
Die Ergebnisse der Landesaufnahme wurden nicht mehr (wie bei der vorangegangenen Josephinischen Landesaufnahme) geheim gehalten. Sie wurden in Karten im Maßstab 1:144.000 (Spezialkarte) und 1:288.000 (Generalkarte) veröffentlicht. Diese Karten werden im Sprachgebrauch ebenfalls als „Franziszeische Landesaufnahme“ bezeichnet.
Galizien und die ungarischen Länder (Transleithanien) sind in der Spezialkarte nicht enthalten, weil diese Gebiete in der Landesaufnahme bei deren Einstellung nach über 60 Jahren noch immer nicht vollständig bearbeitet waren. Generalkarten gab es für die ganze Österreich-Ungarische Monarchie.

## Darstellung und Umfang
Charakteristisch für die Karten, die aus der Franziszeischen Landesaufnahme entstanden sind, ist die optisch dunkle Darstellung bergiger Gegenden: Das ergab sich daraus, dass zur Darstellung von Höhenunterschieden eng aneinander liegende Schraffen verwendet wurden. Diese in schwarzer Farbe gehaltenen Schraffen machen zwar im Unterschied zur Josephinischen Landesaufnahme Niveauunterschiede deutlicher, führen aber dazu, dass Zusatzinformationen, die ebenfalls schwarz geschrieben sind, schwer zu lesen sind.
Höhenschichtlinien und Höhenangaben sind in den Karten nicht vorhanden. Das Fehlen von Höhenschichtlinien bildet gemeinsam mit den nicht-metrischen Maßstabangaben ein einfach erkennbares Merkmal zur Unterscheidung von Blättern aus der Franziszeischen Landesaufnahme von ähnlich aussehenden Karten der späteren (dritten, franzisco-josephinischen) Landesaufnahme.
In einigen Exemplaren der Franziszeischen Landesaufnahme befinden sich am rechten Kartenrand Aufzeichnungen („Designationen“) über die einzelnen Ortschaften, deren Gebäude und Stallungen: Auf dieser Basis ist vermerkt, wie viele Militärpersonen und Pferde dort „bequem“ einquartiert werden könnten. Weiters sind den Designationen Angaben über die Verwaltungsgliederung und Pfarrsprengel zu entnehmen.
Die Landesaufnahme umfasst über 3.300 Blätter, in die teilweise spätere Änderungen eingetragen wurden (beispielsweise Eisenbahntrassen). Aufnahmejahre sind 1806–1869.
Der lange Bearbeitungszeitraum, aber auch die Verwertung von (teilweise nicht aktualisierten) Blättern des Katasters führte zu Qualitätsunterschieden bei den einzelnen Kartenblättern.
Die Arbeiten an der Franziszeischen Landesaufnahme wurden 1869 eingestellt. Bei der Einstellung der Arbeiten waren noch Teile von Ungarn, Siebenbürgen, Galizien und der Bukowina unbearbeitet. Die Franziszeische Landesaufnahme wurde durch die Franzisco-Josephinische Landesaufnahme (Dritte Landesaufnahme) abgelöst.

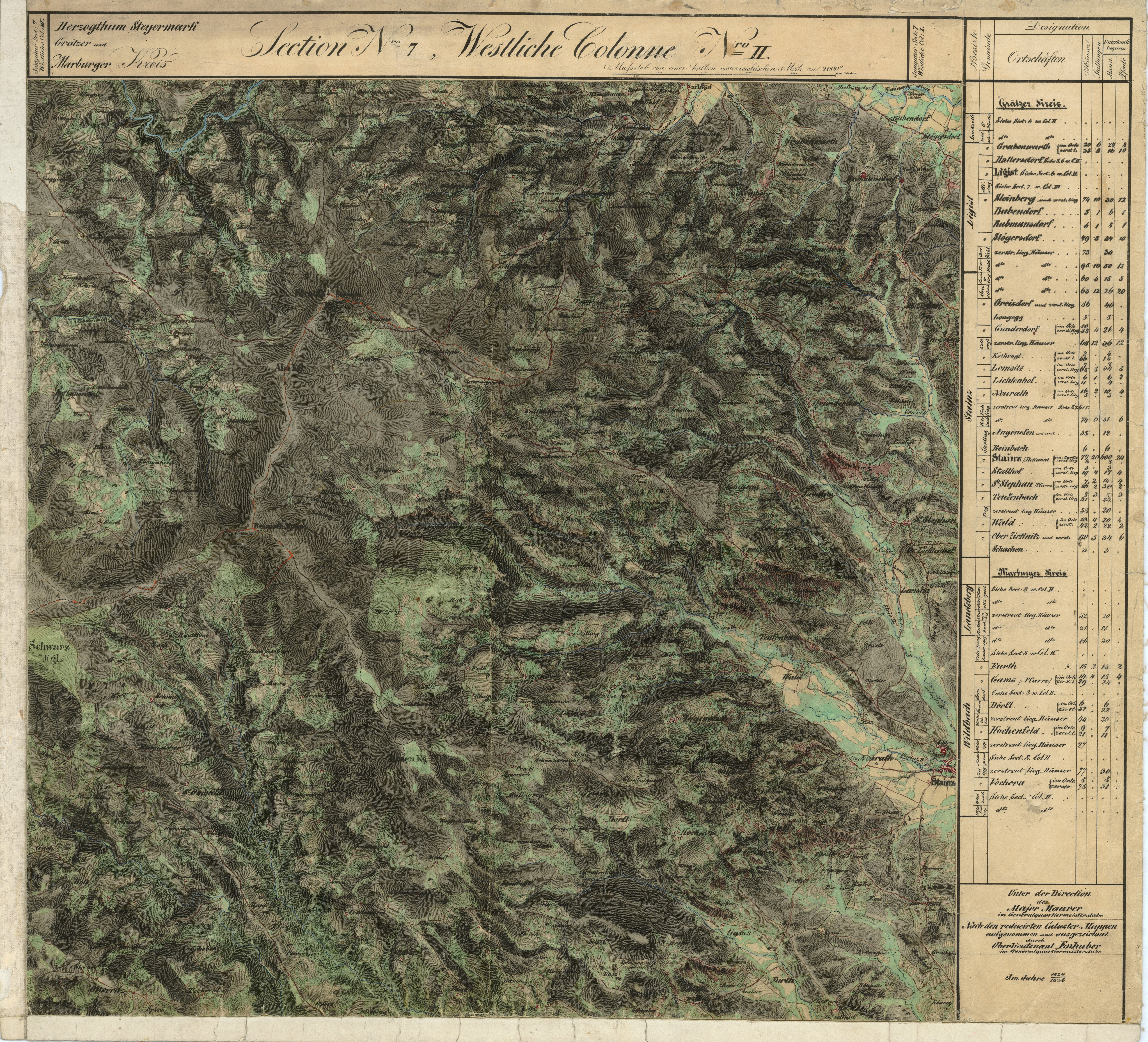
Der Westen von Stainz mit Teilen von Gams und Ligist bis zum Schwarzkogel
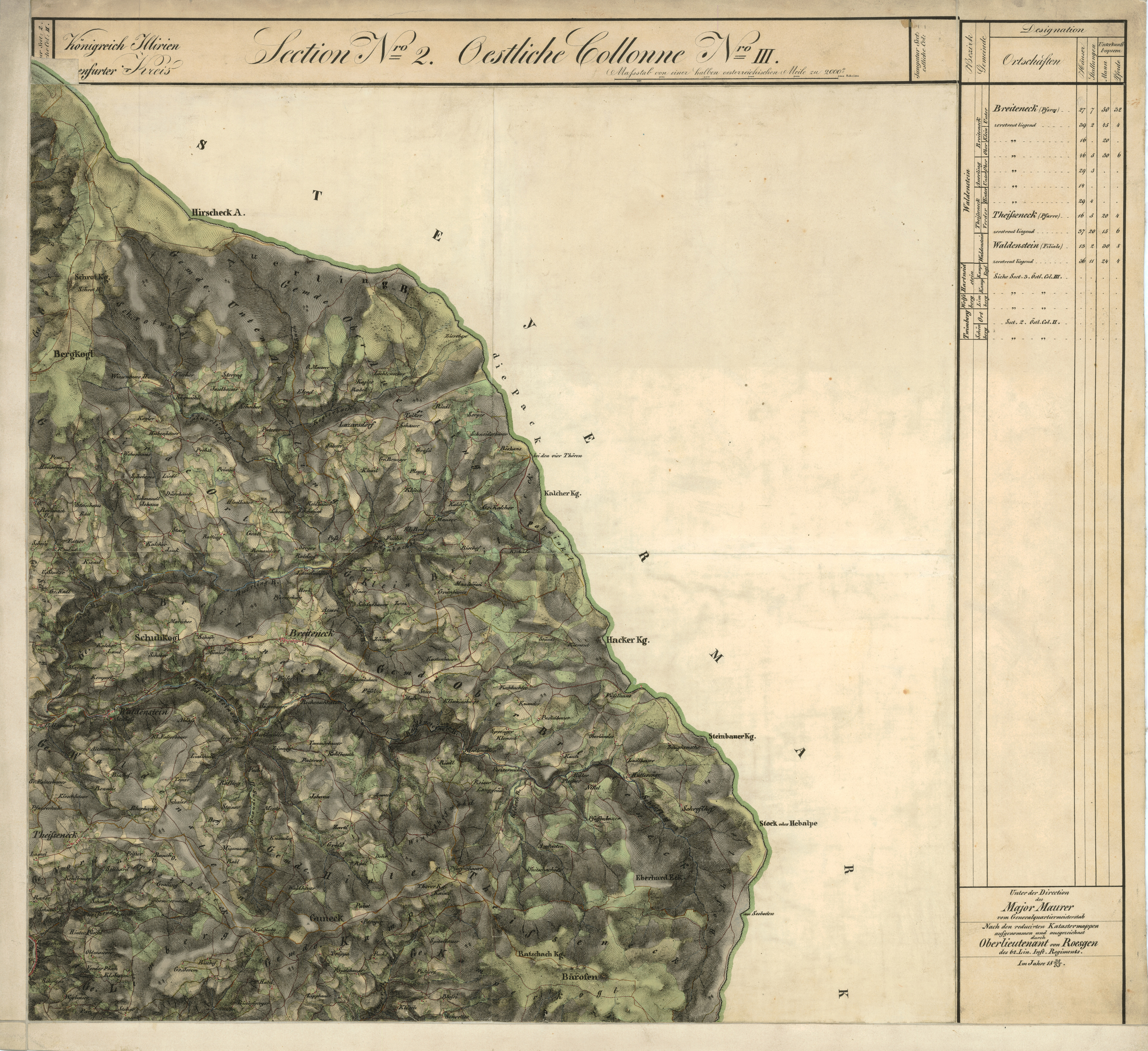
Preitenegg westlich der Hebalm
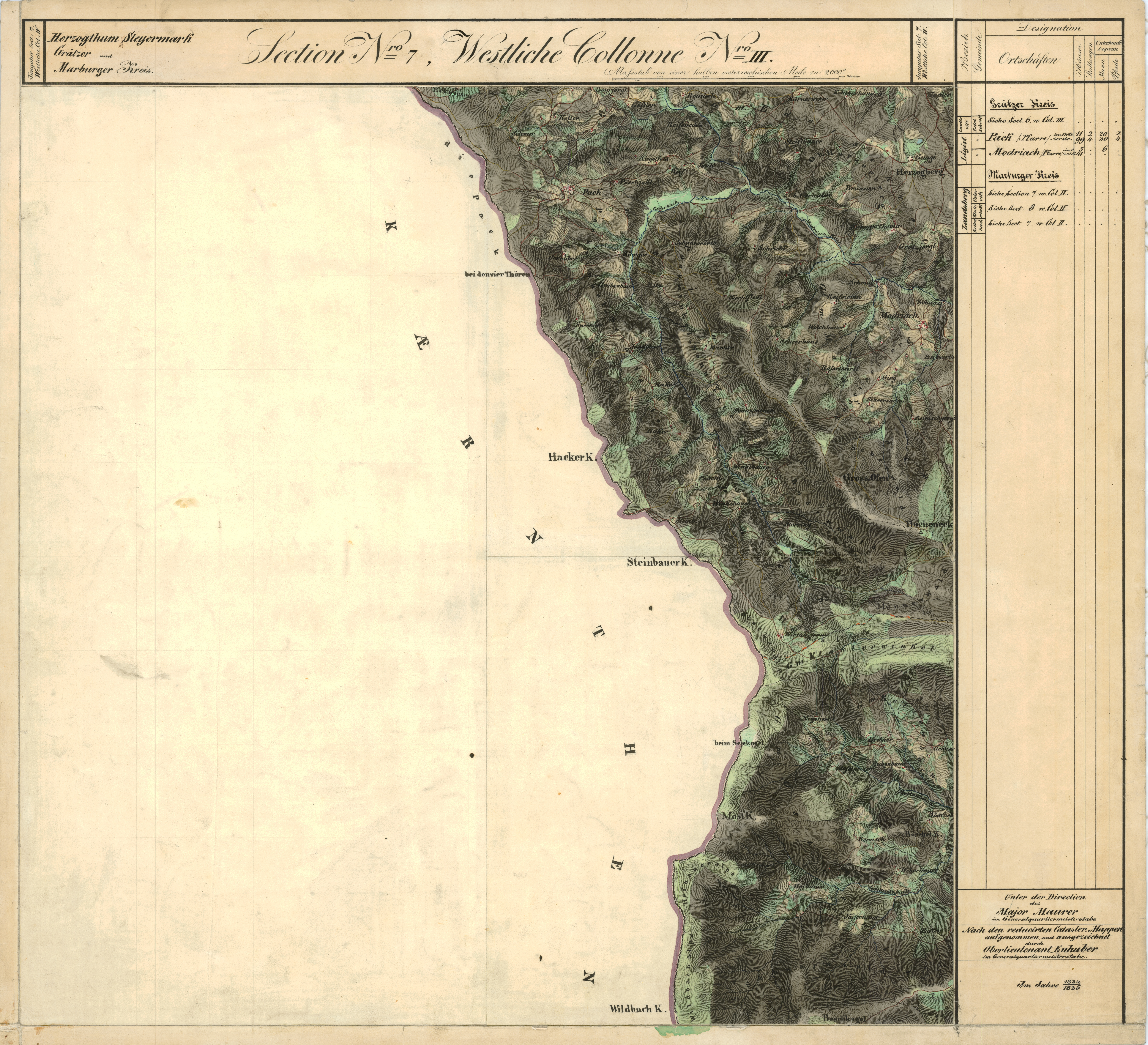
Hebalm und westliches Rettenbach
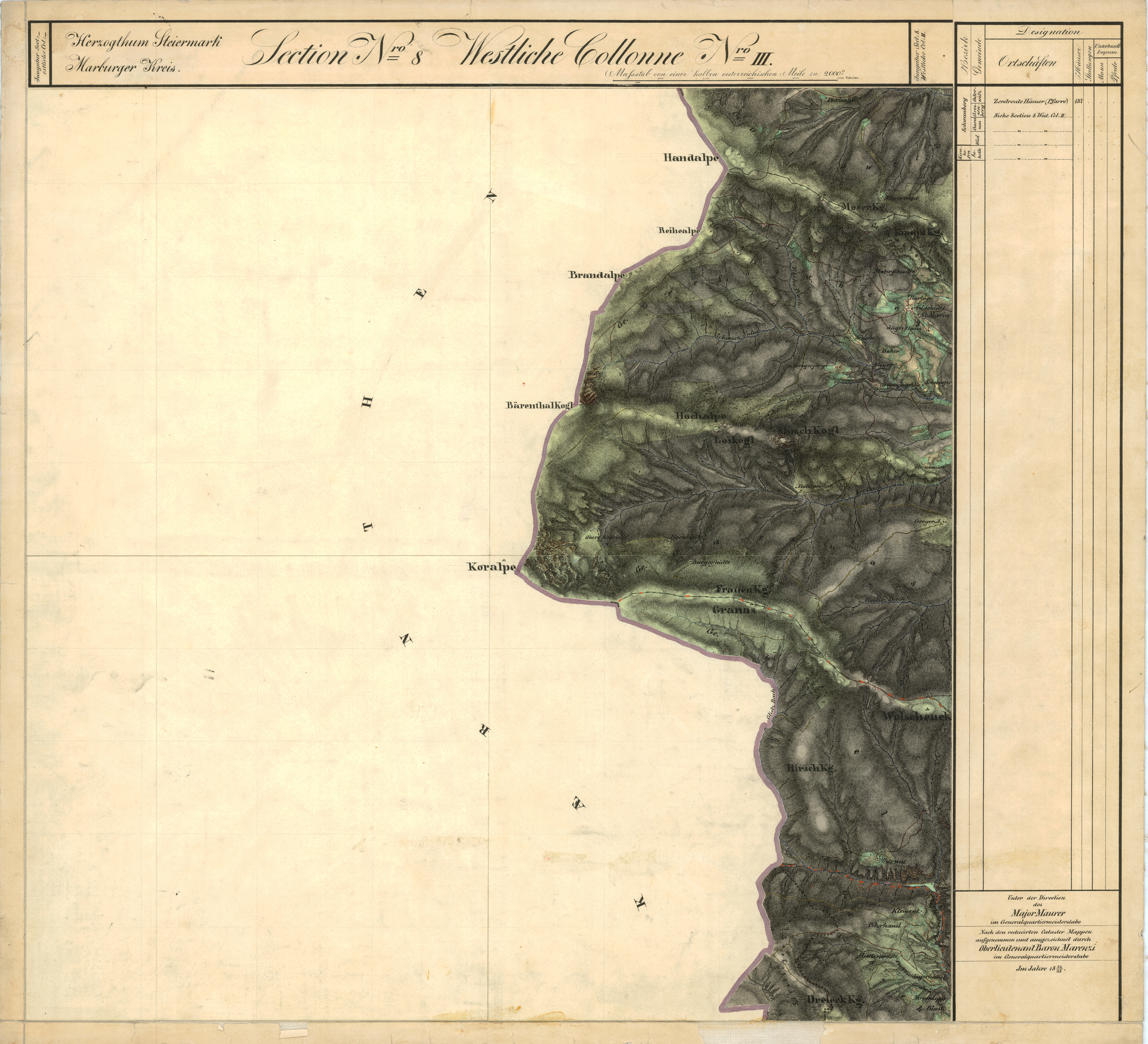
Weineben, Glashütten und steiermärkischer Anteil des Koralmgipfels